# Qualificazioni al campionato europeo maschile di calcio 2000 - Gruppo 9

## Classifica
| Pos. | Squadra              | P.ti | G  | V  | P | S | RF | RS | DR  |
| ---- | -------------------- | ---- | -- | -- | - | - | -- | -- | --- |
| 1    | Rep. Ceca            | 30   | 10 | 10 | 0 | 0 | 26 | 5  | +21 |
| 2    | Scozia               | 18   | 10 | 5  | 3 | 2 | 15 | 10 | +5  |
| 3    | Bosnia ed Erzegovina | 11   | 10 | 3  | 2 | 5 | 14 | 17 | -3  |
| 4    | Lituania             | 11   | 10 | 3  | 2 | 5 | 8  | 16 | -8  |
| 5    | Estonia              | 11   | 10 | 3  | 2 | 5 | 15 | 17 | -2  |
| 6    | Fær Øer              | 3    | 10 | 0  | 3 | 7 | 4  | 17 | -13 |

## Risultati
| Arbitro: | Martin Ingvarsson |

|                                                            |           |  |
| Viikmäe 12’ Reim 40’ (rig.) Terehhov 75’ Oper 86’ Kirs 90’ | Marcatori |  |

| Arbitro: | Tomasz Mikulski |

|            |           |  |
| Baljić 65’ | Marcatori |  |

| Vilnius 5 settembre 1998, ore 15:00 UTC+2 | Lituania         | 0 – 0 referto | Scozia | Žalgiris Stadium (4.500 spett.)\| Arbitro: \| Constantin Zotta \| |
| Arbitro:                                  | Constantin Zotta |               |        |                                                                   |

| Arbitro: | Charles Agius |

|                     |           |                  |
| Barbarez 74’ (rig.) | Marcatori | 29’ (aut.) Hibić |

| Arbitro: | Juha Hirviniemi |

|  |           |            |
|  | Marcatori | 87’ Šmicer |

| Arbitro: | Domenico Messina |

|           |           |                                 |
| Topić 87’ | Marcatori | 12’ Baranek 58’ Šmicer 90’ Kuka |

| Vilnius 10 ottobre 1998, ore 19:00 UTC+2 | Lituania       | 0 – 0 referto | Fær Øer | Žalgiris Stadium (800 spett.)\| Arbitro: \| Charles Schaak \| |
| Arbitro:                                 | Charles Schaak |               |         |                                                               |

| Arbitro: | Joaquim Bento Marques |

|                                         |           |                               |
| Dodds 70’, 85’ Hohlov-Simson 79’ (aut.) | Marcatori | 34’ Hohlov-Simson 76’ Smirnov |

| Arbitro: | Eyjólfur Ólafsson |

|                                           |           |                |
| Nedvěd 8’ Berger 20’, 38’ Meet 45’ (aut.) | Marcatori | 90+1’ Arbeiter |

| Arbitro: | Manfred Schüttengruber |

|                                          |           |                      |
| Ivanauskas 10’, 67’, 75’ Baltušnikas 90’ | Marcatori | 4’ Konjić 68’ Baljić |

| Arbitro: | Costas Kapitanis |

|                      |           |                     |
| Burley 21’ Dodds 44’ | Marcatori | 85’ (rig.) Petersen |

| Arbitro: | Attila Juhos |

|                              |           |  |
| Horňák 10’ Berger 74’ (rig.) | Marcatori |  |

| Arbitro: | Alfredo Trentalange |

|             |           |                   |
| Fomenka 83’ | Marcatori | 49’, 77’ Terehhov |

| Arbitro: | Kim Milton Nielsen |

|          |           |                               |
| Jess 68’ | Marcatori | 27’ (aut.) Elliott 35’ Šmicer |

| Arbitro: | Arturo Daudén Ibáñez |

|                     |           |  |
| Kodro 26’ Bolić 90’ | Marcatori |  |

| Arbitro: | Juan Ansuátegui Roca |

|  |           |                       |
|  | Marcatori | 45’ Berger 86’ Koller |

| Arbitro: | Philippe Kalt |

|              |           |              |
| H.Hansen 86’ | Marcatori | 38’ Johnston |

| Arbitro: | Hellmut Krug |

|                               |           |                          |
| Řepka 65’ Kuka 75’ Koller 87’ | Marcatori | 30’ Ritchie 62’ Johnston |

| Arbitro: | Hermann Albrecht |

|         |           |                               |
| Oper 8’ | Marcatori | 52’ Ramelis 56’ Maciulevičius |

| Arbitro: | Peter Jones |

|               |           |                |
| Arge 37’, 48’ | Marcatori | 13’, 50’ Bolić |

| Arbitro: | Nikolai Levnikov |

|           |           |                         |
| Bolić 23’ | Marcatori | 13’ Hutchison 45’ Dodds |

| Arbitro: | Edo Trivković |

|  |           |                      |
|  | Marcatori | 88’ Reim 90’ Piiroja |

| Arbitro: | Jacek Granat |

|  |           |                                 |
|  | Marcatori | 60’, 63’ Nedvěd 69’, 90’ Koller |

| Arbitro: | Karl-Erik Nilsson |

|                                           |           |  |
| Koller 26’ Berger 59’ (pen.) Poborský 67’ | Marcatori |  |

| Tallinn 8 settembre 1999, ore 18:00 UTC+3 | Estonia        | 0 – 0 referto | Scozia | Stadio di Kadriorg (4.500 spett.)\| Arbitro: \| Fritz Stuchlik \| |
| Arbitro:                                  | Fritz Stuchlik |               |        |                                                                   |

| Arbitro: | Eric Romain |

|  |           |             |
|  | Marcatori | 55’ Ramelis |

| Arbitro: | Leif Sundell |

|                    |           |  |
| Collins 26’ (rig.) | Marcatori |  |

| Arbitro: | Marcel Lică |

|                       |           |  |
| Koller 11’ Verbíř 84’ | Marcatori |  |

| Arbitro: | Roelof Luinge |

|         |           |                           |
| Oper 4’ | Marcatori | 42’, 57’, 67’, 87’ Baljić |

| Arbitro: | Stéphane Bré |

|                                        |           |  |
| Hutchison 48’ McSwegan 50’ Cameron 89’ | Marcatori |  |

## Statistiche

### Classifica marcatori
6 reti
- Elvir Baljić
- Jan Koller

5 reti
- Patrik Berger

4 reti
- Elvir Bolić
- Billy Dodds

3 reti
- Pavel Nedvěd
- Vladimír Šmicer
- Andres Oper
- Sergei Terehhov
- Valdas Ivanauskas

2 reti
- Pavel Kuka
- Martin Reim
- Uni Arge
- Tomas Ramelis
- Allan Johnston
- Don Hutchison

1 rete
- Sergej Barbarez
- Meho Kodro
- Muhamed Konjić
- Marko Topić
- Miroslav Baranek
- Michal Horňák
- Karel Poborský
- Tomáš Řepka
- Pavel Verbíř
- Argo Arbeiter
- Sergei Hohlov-Simson
- Urmas Kirs
- Raio Piiroja
- Maksim Smirnov
- Kristen Viikmäe
- Hans Fróði Hansen
- John Petersen
- Virginijus Baltušnikas
- Artūras Fomenka
- Darius Maciulevičius
- Craig Burley
- Colin Cameron
- John Collins
- Eoin Jess
- Gary McSwegan
- Paul Ritchie

autoreti
- Mirsad Hibić (pro Estonia)
- Sergei Hohlov-Simson (pro Scozia)
- Janek Meet (pro Repubblica Ceca)
- Matt Elliott (pro Repubblica Ceca)